# Église d'Oulunsalo
L’église d'Oulunsalo (finnois : Oulunsalon kirkko) est une église luthérienne construite à Oulunsalo dans la municipalité de Oulu en Finlande,

## Description
L'église est conçue par Julius Basilier, dans un style néo-gothique avec une tour occidentale en bois, et construite entre 1888 et 1891 .
Achevée à l'automne 1891, l'église est inaugurée le 7 février 1892,,.
Le retable provient de l'église précédente et a été peint en 1855 par G. A. Dahlström, un peintre d'Oulu.
La croix du cimetière aux héros de la guerre a été dévoilée en 1952 et conçue par le sculpteur Ilmari Wirkkala.

## Galerie

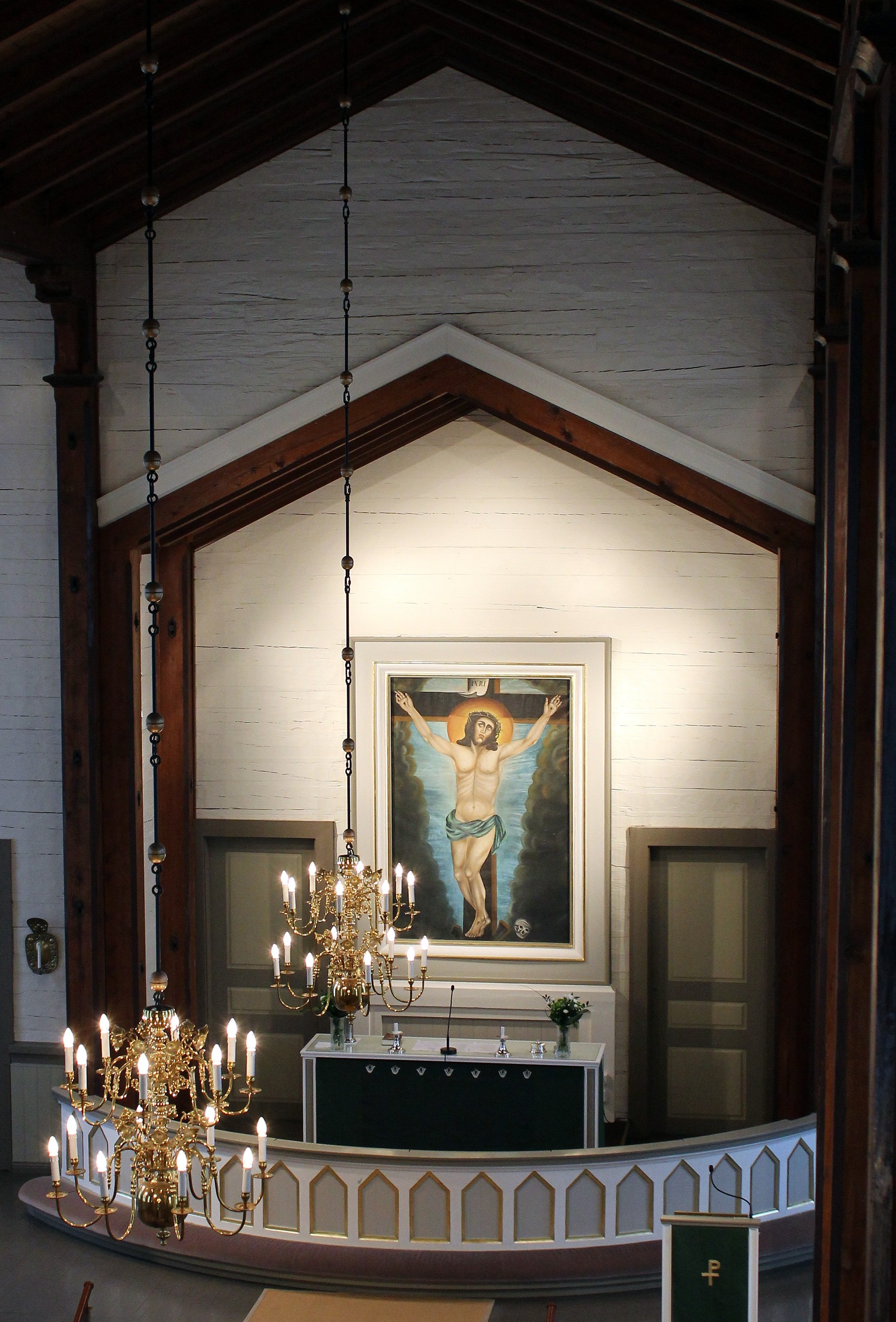
L'autel.
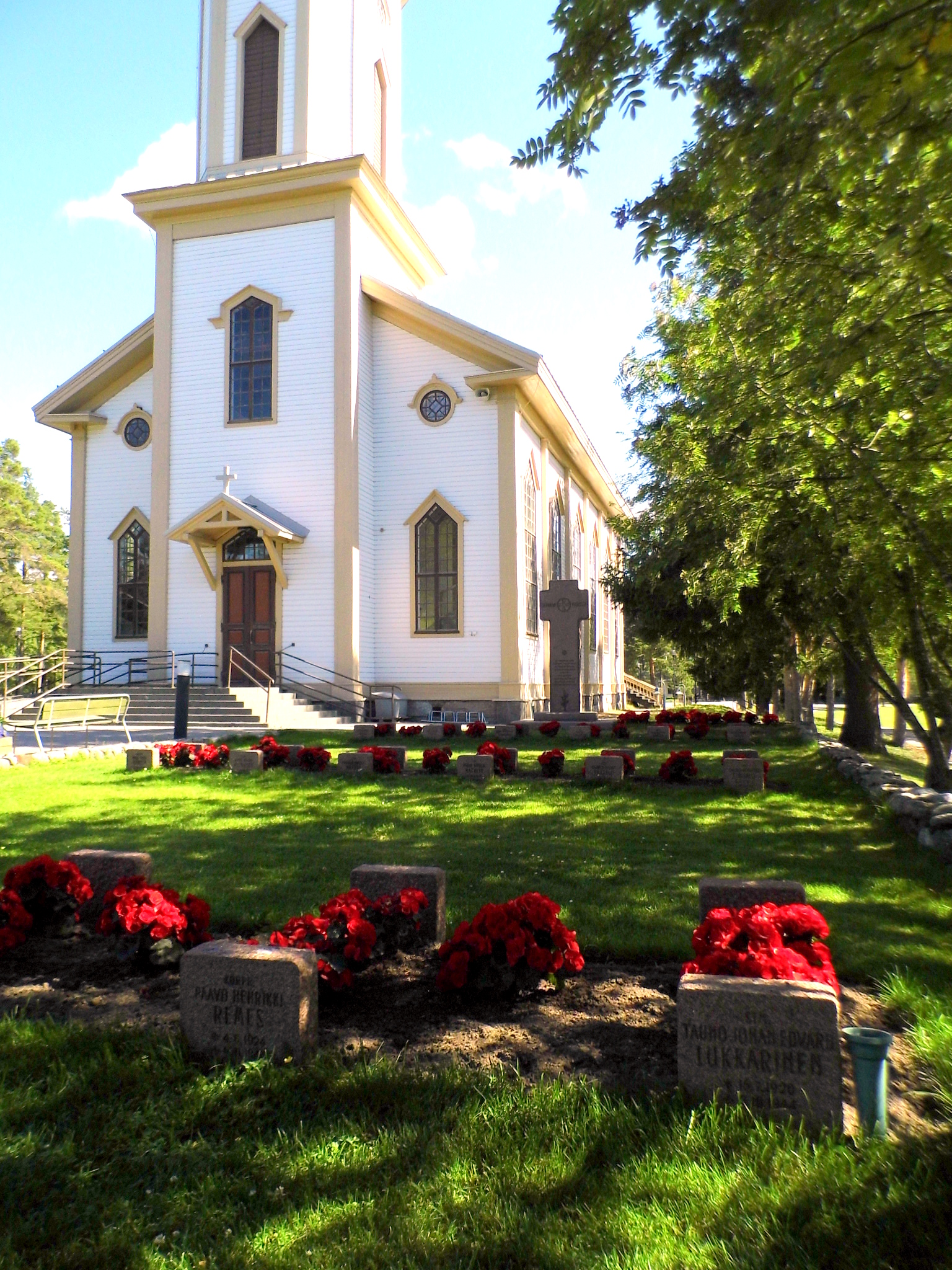
Le carré militaire.